# ایفانز-بریتشارد
ایفانز-بریتشارد (انگلیسی: E. E. Evans-Pritchard; ۲۱ سپتامبر ۱۹۰۲ – ۱۱ سپتامبر ۱۹۷۳) دانشمند در زمینه انسان‌شناسی فرهنگی اهل بریتانیا بود.
وی همچنین برندهٔ جوایزی همچون شوالیه (عنوان) شده‌است.